# 片浦寛子
片浦 寛子（かたうら ひろこ、1974年1月9日 - ）は、日本の女性声優。山口県出身。アル・シェア所属。

## 略歴
以前は81プロデュース、オフィスもりに所属していた。

## 人物
方言は広島弁。
声の高低幅広く、老人から子供まで演じている。
テンションの高い役、ナレーション、色気ある女性（大人）などが得意。
趣味は入浴剤集め、散歩、旅行、おいしいパン屋を探す、期間限定のお酒を買う。
資格は学校茶道、普通自動車免許。	　	　

## 出演

### テレビアニメ
2003年
- D.C. 〜ダ・カーポ〜（子供）
- ビリー&マンディ（マンディのママ、ベティ、クレア、マロリー）

2006年
- ぜんまいざむらい（主婦、母親、さい婆、町娘、近江屋の若だんな）
- 味楽る!ミミカ

2007年
- D.Gray-man（貴婦人A）
- バンブーブレード（鞘子の母）
- 流星のロックマン（ママ）

2008年
- 銀魂（看護師）
- 全力ウサギ（通行人、従業員、子供）
- まめうしくん（ガッツル母）

### 劇場アニメ
- ああっ女神さまっ（2000年）

### OVA
- おばけ長屋（2003年、お梅）

### Webアニメ
- 亡念のザムド（2008年、フルイチの母）

### ゲーム
- 幻想水滸伝ティアクライス（2008年、エウスミール、モーリン、レカレカ）
- グランドインテンション・アジャストメント (ジョグ)

### 吹き替え
- WITHOUT A TRACE/FBI 失踪者を追え! #122
- カウントダウン（クイン・ハリス〈エリザベス・ライル（英語版）〉）
- キング・オブ・マンハッタン 危険な賭け
- ザ・ソプラノズ 哀愁のマフィア（クリスタ）
- スーパーナチュラル（ケイティー、秘書）
- ダイナソーファイター（マックス）
- チャールズ・マンソン（レスリー）
- 9.11 自由の扉（キャロル）
- バトルロワイヤルアイランド（シブル）
- マックス・ヘッドルーム（ナレーター）

### ドラマCD
- 舞台 七瀬恋（2006年）